# Sielsowiet Bieławieżski
Sielsowiet Bieławieżski (biał. Белавескі сельсавет, ros. Беловежский сельсовет) – sielsowiet na Białorusi, w obwodzie brzeskim, w zachodniej części rejonu kamienieckiego. 

## Położenie
Siedzibą sielsowietu jest agromiasteczko Bieławieżski. Jednostka podziału administracyjnego sąsiaduje na północy z sielsowietem Wierzchowice, na wschodzie z sielsowietem Wojska, na południu z sielsowietem Ratajczyce i na zachodzie z sielsowietem Raśna.

## Skład
W skład sielsowietu wchodzą 4 miejscowości:
| Polska nazwa miejscowości | Nazwa białoruska        | Nazwa rosyjska        | Typ jednostki osadniczej |
| ------------------------- | ----------------------- | --------------------- | ------------------------ |
| Bieławieżski              | Белавежскi, Белавескі   | Беловежский           | agromiasteczko           |
| Koszczeniki               | Кашчэнікі (Kaszczeniki) | Кощеники              | wieś                     |
| Manczaki                  | Манчакі                 | Манчаки               | wieś                     |
| Miniewicze                | Міневічы (Miniewiczy)   | Миневичи (Miniewiczi) | wieś                     |

## Historia
W okresie międzywojennym Koszczeniki i Manczaki należały do gminy Wojska, a Miniewicze do gminy Wierzchowice, obie w powiecie brzeskim województwa poleskiego II Rzeczypospolitej. Sielsowiet Bieławieżski został utworzony 18 sierpnia 1986 r. W jego skład oprócz osady Bieławieżski wchodziła jedynie wieś Miniewicze z sielsowietu Wierzchowice. W 2006 r. z tegoż sielsowietu wyłączono wieś Manczaki. Później do sielsowietu dołączono Koszczeniki z sielsowietu Wojska.